# 門司城
門司城（もじじょう）は、福岡県北九州市門司区大字門司字古城山（豊前国企救郡門司）にあった日本の城（山城）。城跡は和布刈公園として整備されている。

## 概要
関門海峡を望む、標高175mの古城山の山頂に築かれた。本丸跡には砲台の土台が残っている。

## 沿革
『豊前志』などの記述によれば、1185年（元暦2年）に平知盛が家臣の紀井通資に命じて築いたという。
1255年（建長7年）に藤原親房が豊前代官職として入城し、門司氏（もんじし）を名乗るようになった。南北朝時代には当城の門司親尚らが北朝、猿喰城の門司親頼が南朝に付いて門司氏は分裂している。
戦国時代には当城をめぐる攻防が続き、1430年（永享2年）に秋月春種と原田信朝が大内氏を攻めて当城を落とした。その後、大内氏の城として存続するも、1551年（天文19年）の大寧寺の変の後、厳島の戦い、防長経略を経て、毛利氏と大友氏の不可侵条約の条件として豊前国は大友領となり、門司城は大友氏の城となった。しかし、毛利氏は1558年（永禄元年）に小早川隆景を大将として門司城を攻撃。城を奪取し、仁保隆慰を城代とした。
1561年（永禄4年）には戸次鑑連、田原親堅、臼杵鑑速ら大友義鎮の軍勢・数万人が門司城を攻めた（門司城の戦い）が、毛利氏はこれを撃退している。この敗戦を契機に大友義鎮は出家して宗麟と号し、将軍足利義輝を仲介しての和睦交渉を進め、1564年（永禄7年）7月に尼子氏との戦いが激化た毛利氏との和睦が成立し、門司城は引き続き毛利氏の勢力下となった。
1600年（慶長5年）に細川忠興が豊前国に入ると、城を修築して長岡勘解由を城代におき、1617年（元和3年）に廃城となった。1892年（明治25年）に大日本帝国海軍の下関要塞が築かれたため遺構はほぼ壊滅したが、往事の石垣が一部残っている。

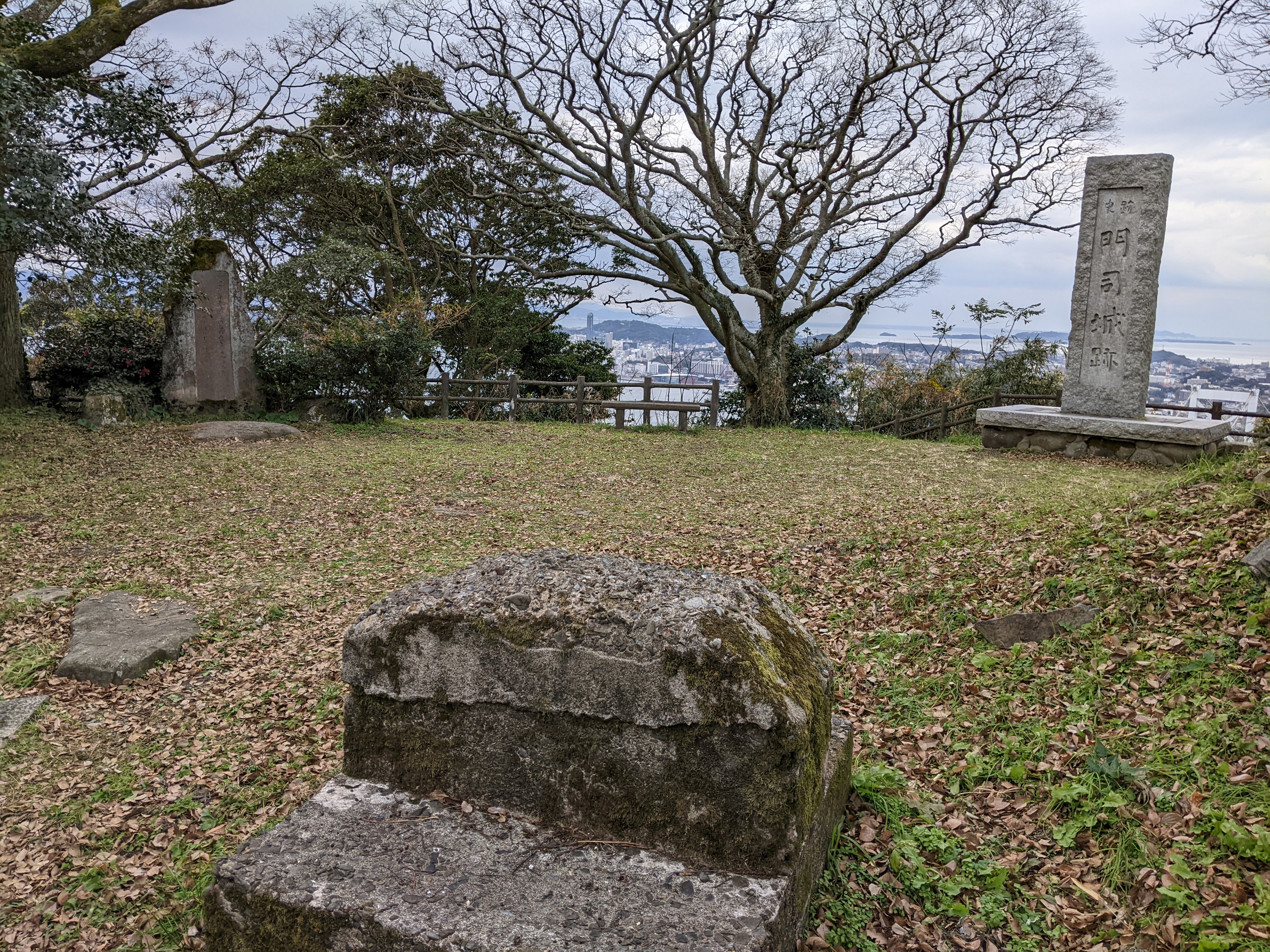
門司城の石碑と広場（和布刈公園内、古城山山頂）
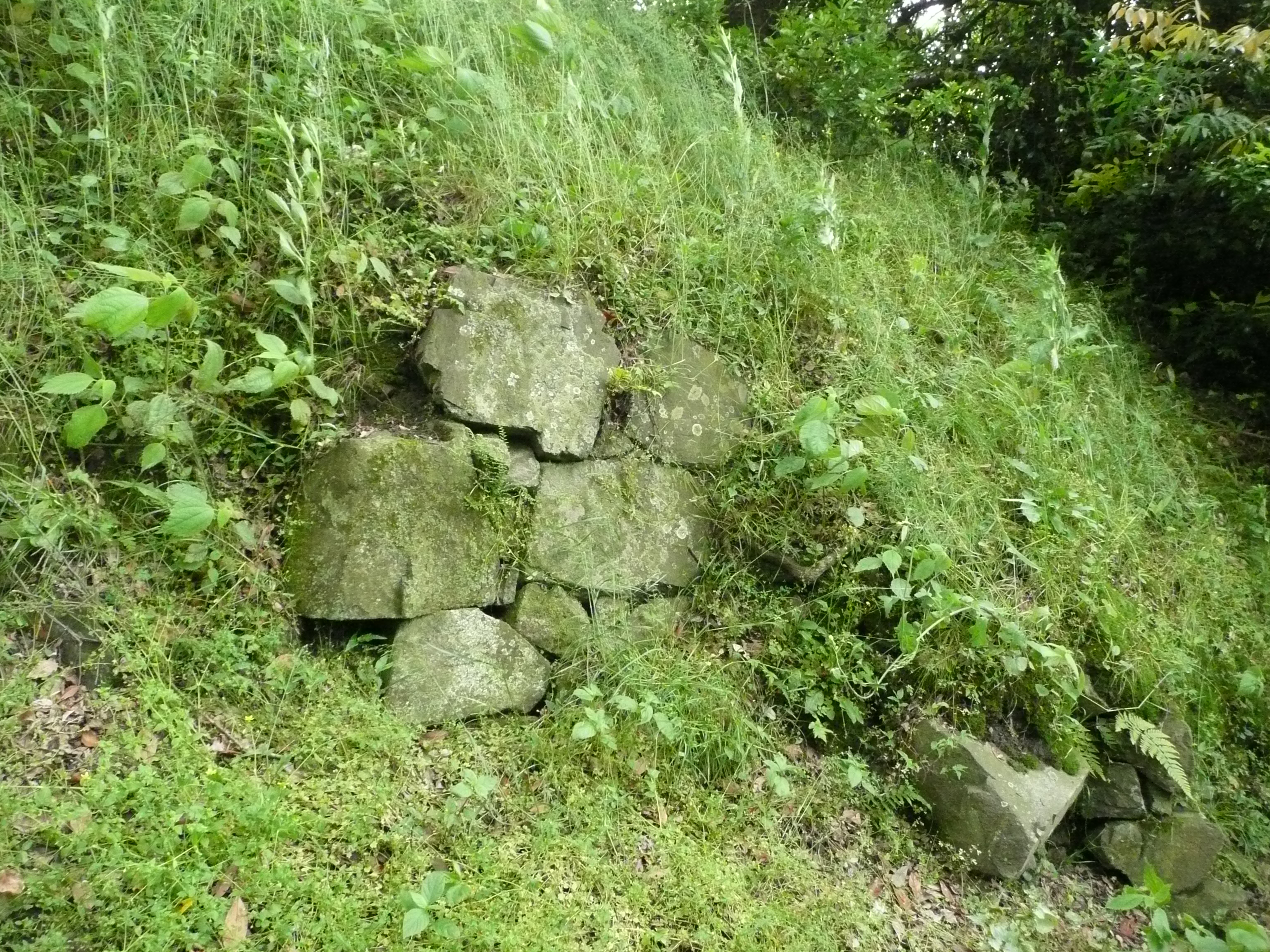
門司城の石垣
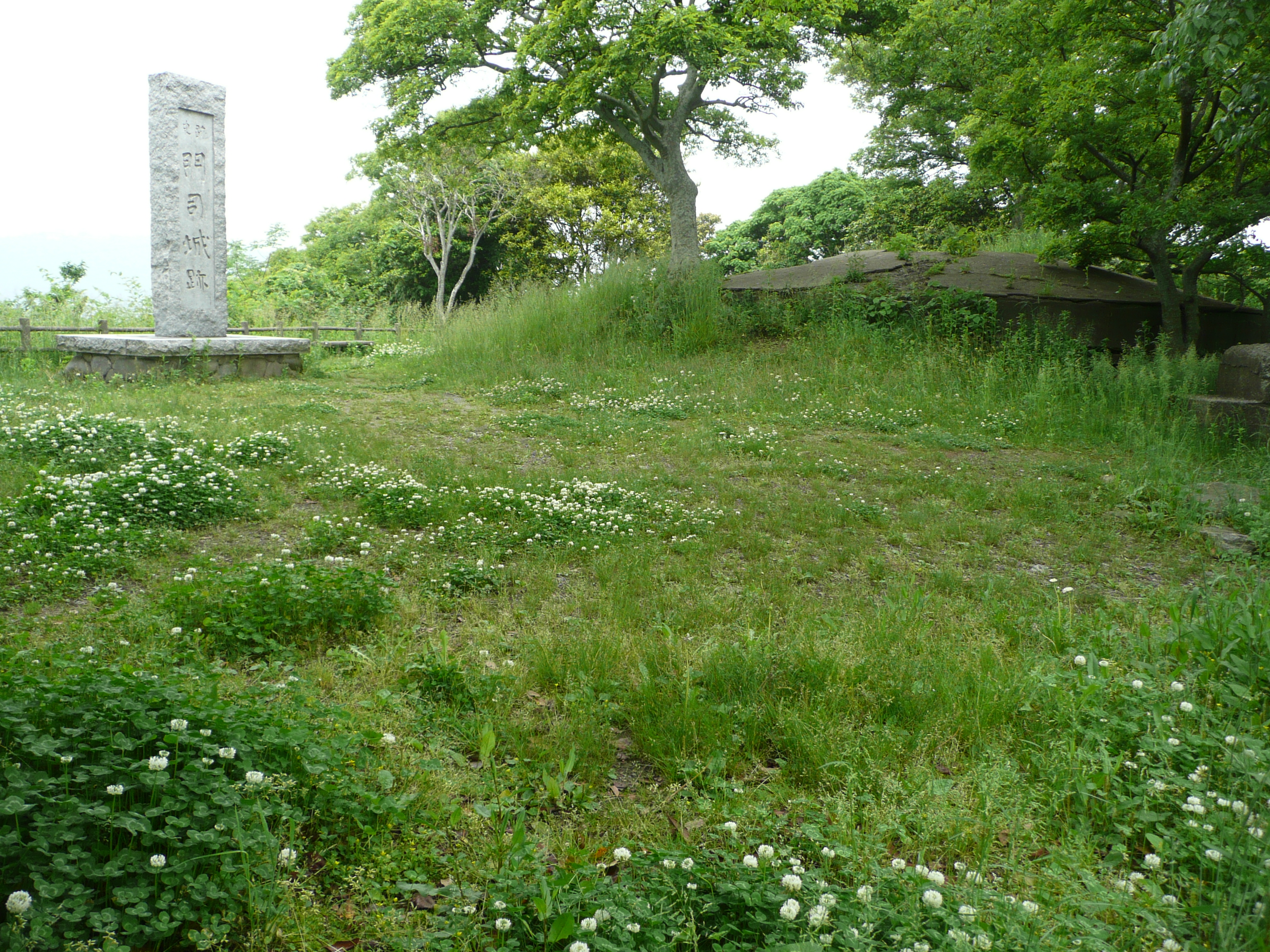
門司城の本丸にある砲台の土台